# Abbaye Notre-Dame-de-l'Assomption du Bournet
Pour les articles homonymes, voir Abbaye Notre-Dame et Notre-Dame-de-l'Assomption.
L'abbaye Notre-Dame-de-l'Assomption du Bournet était une abbaye située dans un vallon sur la commune de Courgeac, en Charente.

## Histoire

### Fondation
Elle est fondée en 1113 par Géraud de Salles, qui la soumit à la règle de saint Benoît.

### Évolution du statut
À l'origine bénédictine, l'abbaye fut rapidement soumise, en 1125, à l'ordre cistercien, par l'évêque d'Angoulême Girard II avec l'appui du seigneur de Montmoreau.
Mais elle redevient bénédictine au XVe siècle.
Une bulle du pape Eugène III, confirmée en 1460 par le pape Pie II, avait directement rattaché l'abbaye au Saint-Siège. Cependant, à partir de l'année 1480, ses abbés rendent hommage à l'évêque d'Angoulême, comme lors de la domination anglaise, ainsi qu'après les guerres de Religion.

### Guerres, pillages et destructions
L'abbaye avait peu de biens considérables. Cependant elle eut à souffrir des guerres de Religion à la fin du XVIe siècle et au milieu du XVIIe siècle.
En 1565, les protestants la pillèrent, brûlèrent ses chartes et renversèrent son église. En 1615, Jacques Goulard, baron de Touvérac et seigneur de La Faye, s'installa dans l'abbaye et substitua ses serviteurs aux religieux. Une sentence du 13 novembre 1617 renvoya enfin les religieux dans leur abbaye.
Les quatre religieux formant alors la communauté durent se loger dans une maison particulière prise en location, avant que l'abbaye ne fût restaurée pendant la seconde moitié du XVIIe siècle sous les abbés Jacques de Rochechouart et Guillaume de La Roche.

### Principaux abbés
Parmi les principaux abbés de Bournet, il y avait Charles de Bony, qui, nommé évêque d'Angoulême, conserva néanmoins l'abbaye jusqu'à sa mort, Jacques de Rochechouart qui était en même temps le seigneur de Montmoreau.
L'abbaye ne compta jamais un grand nombre de moines.
Vers le milieu du XVIIIe siècle, l'abbé Hélie Galliot des Roys, a été nommé d'autorité par l'évêque et a réuni entre ses mains tous les offices. Il était encore en titre en 1791.

### Perte de la fonction religieuse
L'abbaye est tombé en ruines après la Révolution.

## Architecture

### Galerie

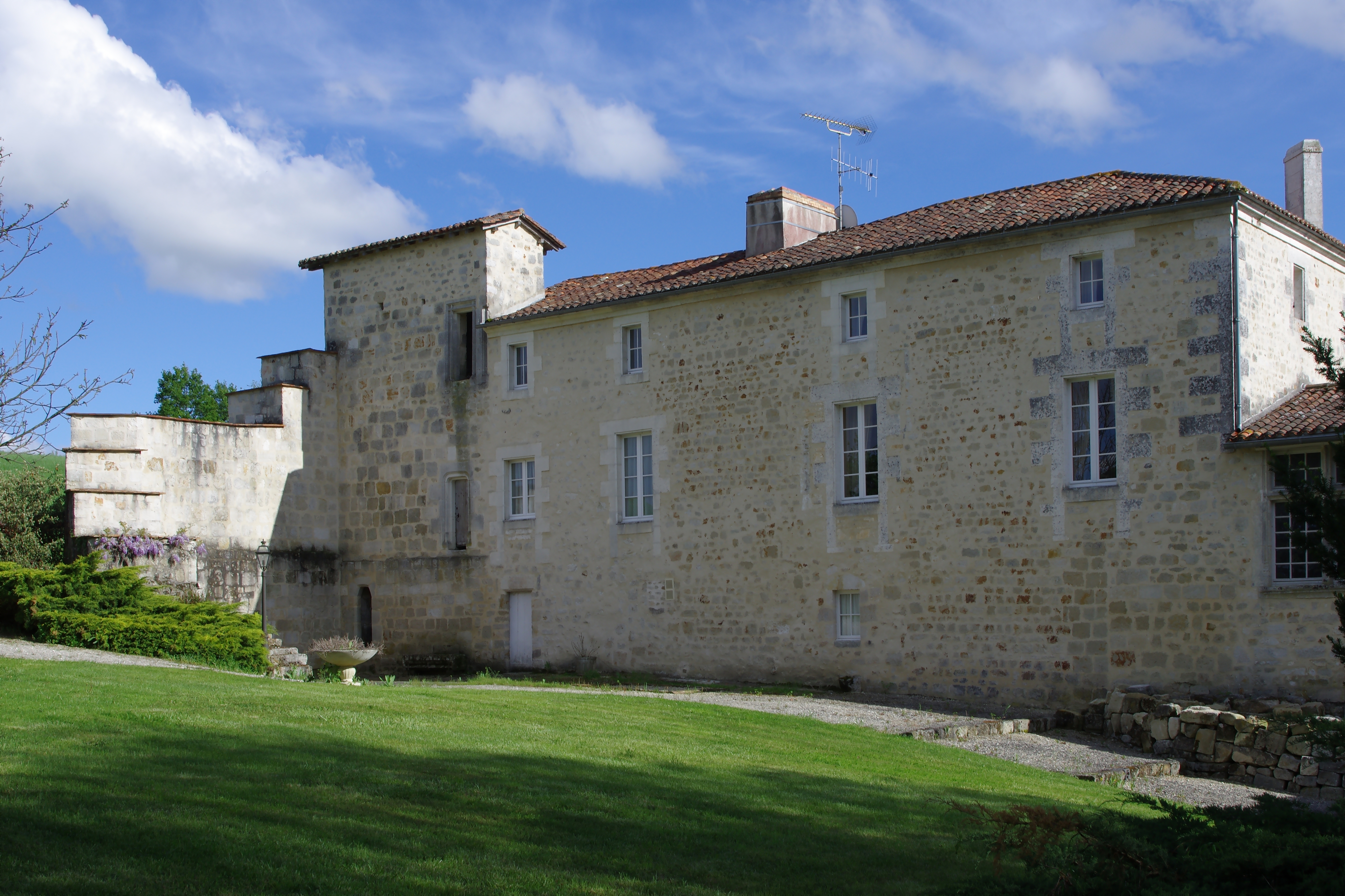
Façade nord.
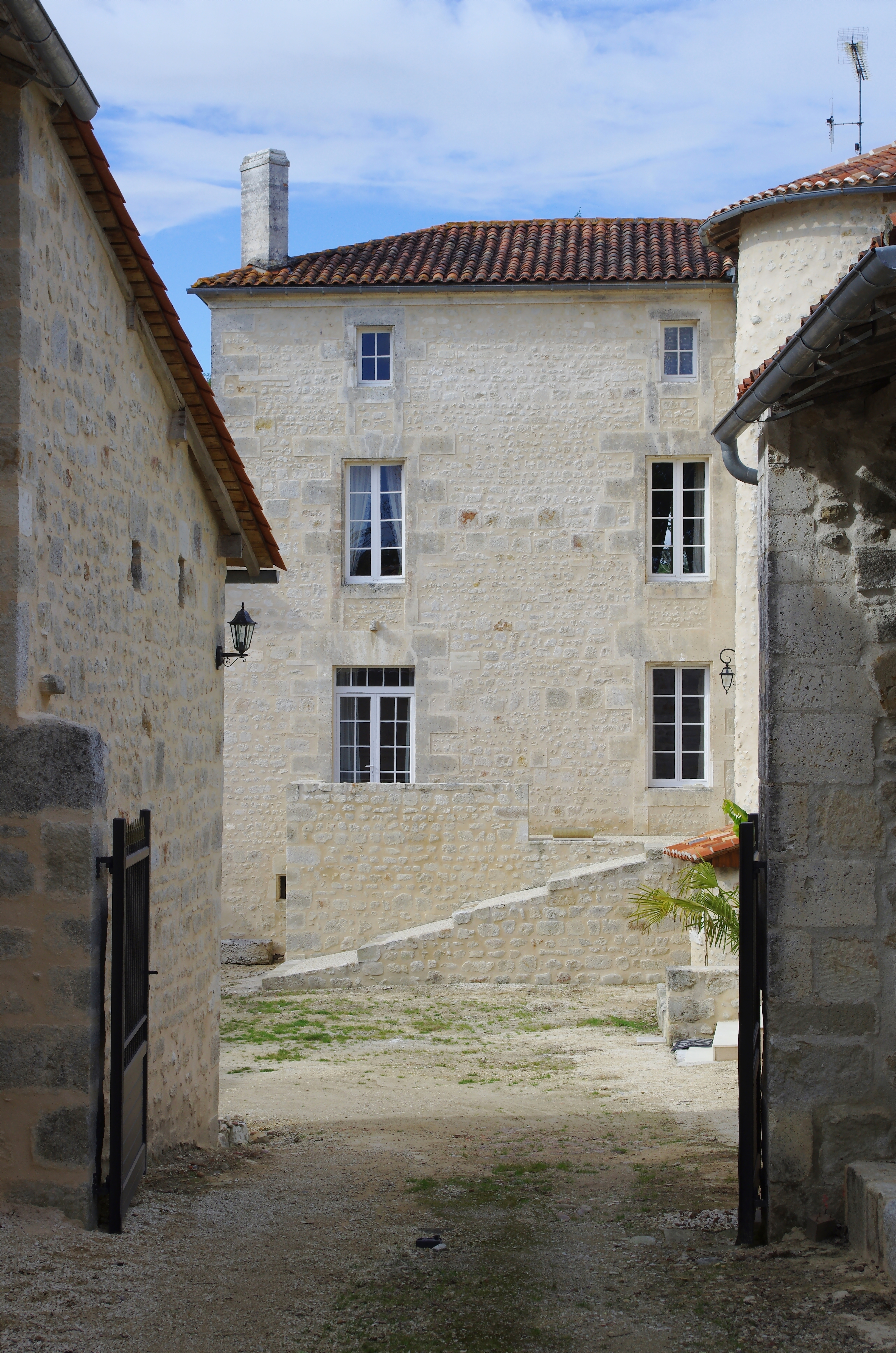
Entrée sud.
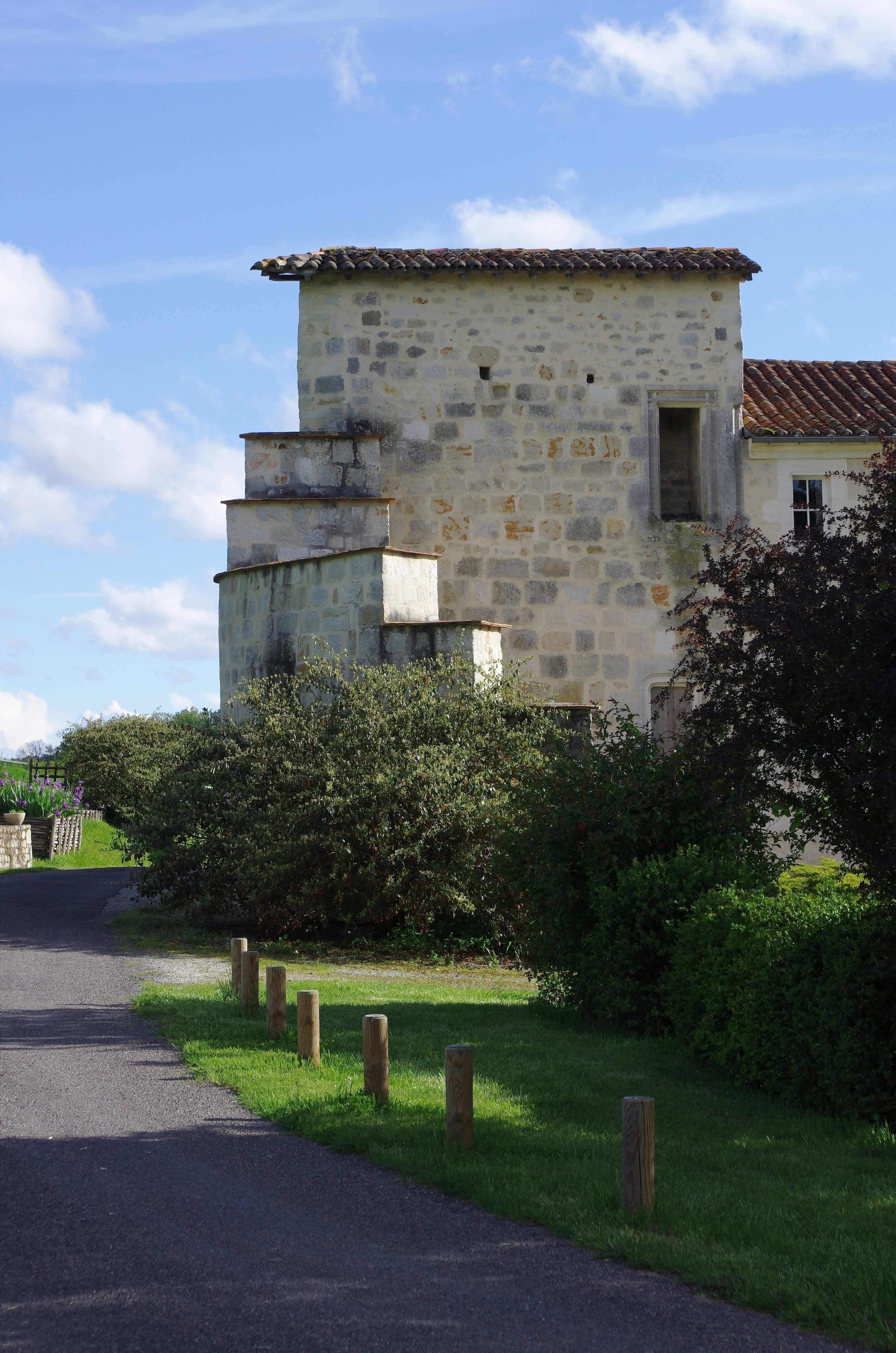
Partie datée du XVIe siècle.
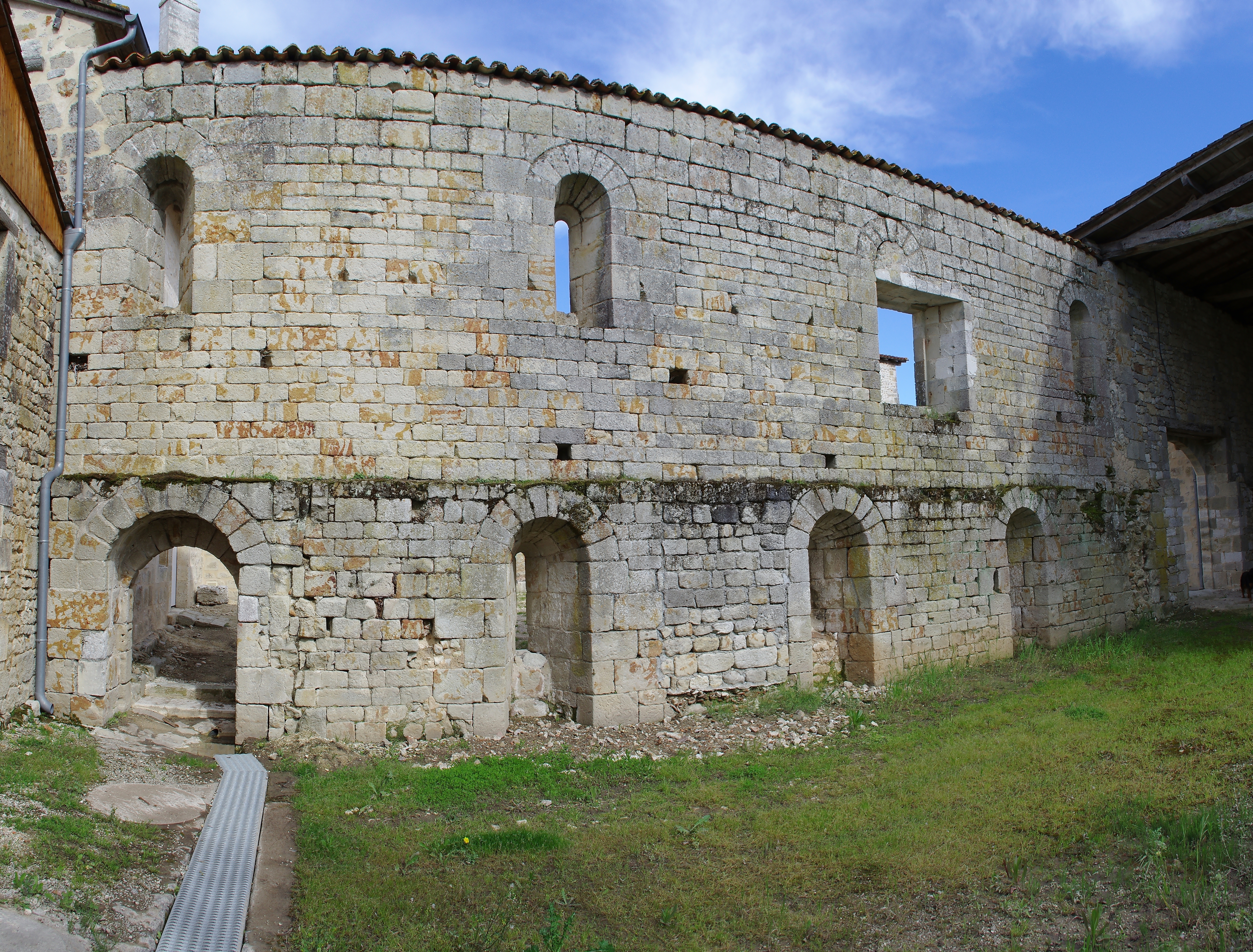
Mur du scriptorium et du dortoir.